# GoPlay
GoPlay is de gratis online video-on-demand-service van Play Media. Via GoPlay kunnen de programma's van de lineaire zenders van SBS Belgium (Play4, Play5, Play6 en Play7) herbekeken worden. Daarnaast zijn er ook exclusieve programma's die enkel via GoPlay te bekijken zijn. De programma's kunnen bij de lancering op 28 januari 2021 alleen worden bekeken via de website van GoPlay. Sinds oktober 2021 is er een app beschikbaar voor iOS en Android, toen zonder functie om dit op een ander apparaat te streamen. Dit is er anno 2023 al wel. Later zal nog een smart-tv app volgen. De programma's die herbekeken kunnen worden zijn voornamelijk eigen (interne) producties aangevuld met enkele internationale producties.

## Exclusieve content voor GoPlay
- Date my Closet
- De Verhulstjes: Wat je niet zag op TV
- Goedele on Top
- Het leukste van De Slimste Mens ter Wereld
- Home Party met Kat
- Inside the box
- Jeroom in Lockdown
- Julie Vlogt
- Klokjacht celebs
- Liefdestips aan mezelf
- Panna
- Sekszusjes TV
- Supercontent (alle ook te bekijken op het YouTube-kanaal van GoPlay en Supercontent):
  - Achter de schermen (podcast)
  - Kiekenkot Kwis
  - Shooting Stars
  - Vrienden worden met: Supercontent
- Viktor Vlogt
- Viktor vs Francesco: Het Belgisch kampioenschap

## Vlaamse series op GoPlay
- #Hetisingewikkeld
- Auwch
- Callboys
- Chaussée d'Amour
- De Anderhalve Meter Show
- De Dag
- De premier
- F*** you Very, Very Much
- Gent-West
- Hacked (serie eerst te zien op Streamz, later op GoPlay)
- Influencers
- Meisje van plezier
- Panna
- Trio
- Vermist
- wtFOCK